# Cultura sorda

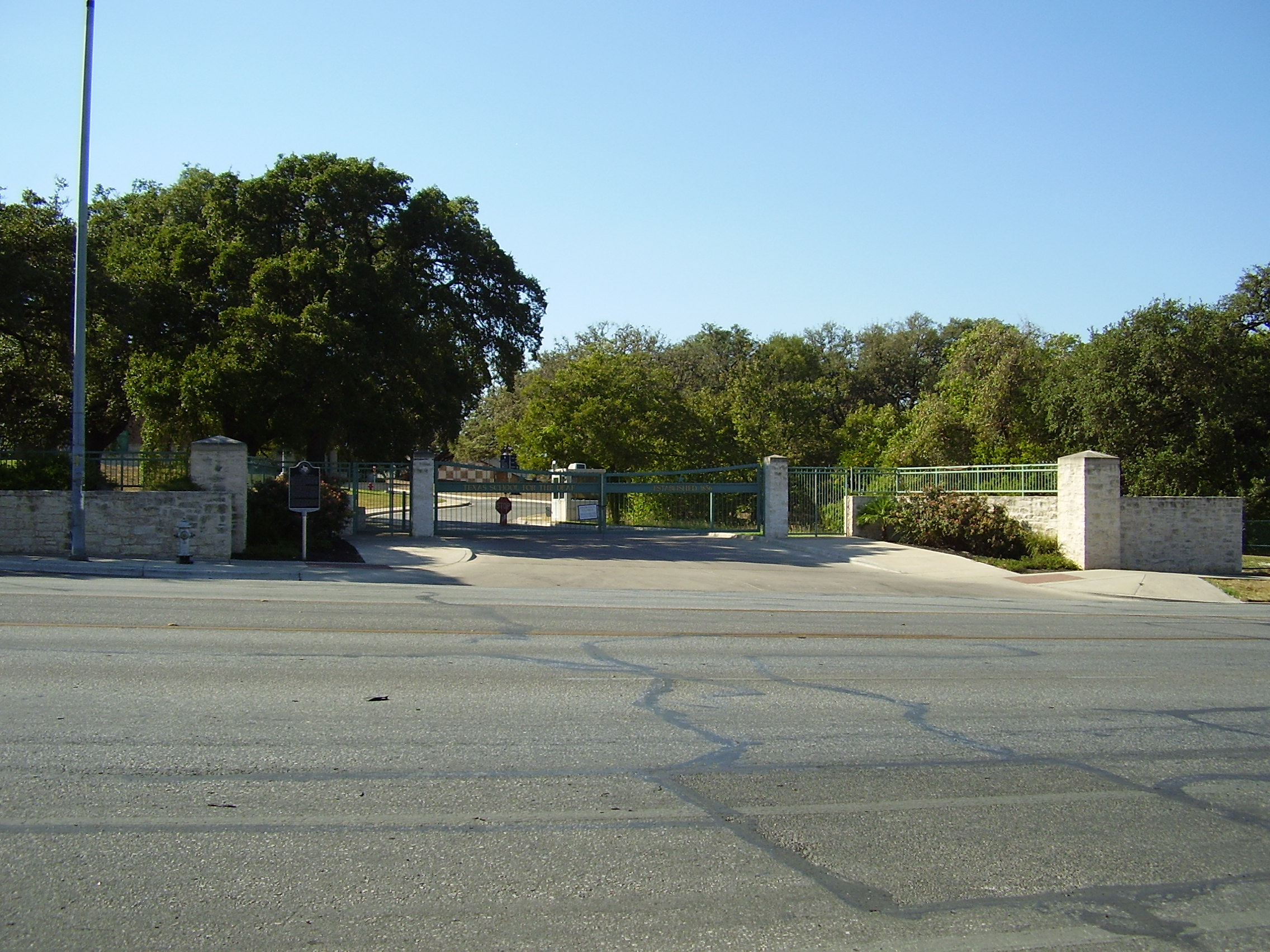
Escuela para Sordos de Texas.

Según estimaciones de la Federación Mundial de Sordos, hay en el mundo cerca de 70 millones de personas con deficiencias auditivas. Un porcentaje no determinado de ellas tiene una lengua de señas como su principal medio de comunicación, y con ella, también, una cultura peculiar, que se distingue en el contexto de las comunidades mayoritarias oyentes donde los sordos habitan. Los especialistas que estudian ese fenómeno hablan de cultura sorda. 
Con ese rótulo se pretende definir costumbres y "textos" originados en el seno de comunidades no oyentes que se expresan mediante lenguas de señas. Entre ellos destacan los detalles de una cotidianeidad en la cual se procura prescindir del sonido y manifestaciones artísticas basadas en el potencial estético de las lenguas de señas (teatro sordo, poesía visual, narración señada, coro de señas, etc.).

## Por qué «Sorda» con mayúscula
Desde hace más de dos décadas se usa en el mundo anglosajón la convención de escribir «Sordo» («Deaf»), con mayúscula, para denominar a las personas cuya primera lengua es una lengua de señas y que tienen, con ella, peculiaridades culturales, es decir, desde el punto de vista del uso de la lengua de señas.[cita requerida] Por otra parte, la palabra «sordo», con minúscula, designa a las personas que padecen discapacidad auditiva severa, esto es desde el punto de vista médico. Fernández-Viader, M. (2005). El valor de la mirada. España: Universidad de Barcelona.

## Características universales
Así como las lenguas de señas varían considerablemente de país en país, también son distintas las culturas de las comunidades de personas sordas. Los sordos no forman comunidades determinadas geográficamente: viven en el seno de comunidades de personas oyentes mayoritarias, por cuya cultura están asimismo moldeados. 
Sin embargo, existen al menos dos factores que determinan interesantes similitudes entre los sordos señantes de todo el mundo: 
1. El primero de ellos es el uso de una lengua de señas como primera lengua. La modalidad visual de estas lenguas impone un modo similar de percibir y representar el mundo.
2. El segundo factor es la actitud discriminatoria que existe hacia las personas sordas por parte de los colectivos oyentes: la sordera es considerada una enfermedad; el sordo, un enfermo que debe ser curado. Esa visión ha confinado a los sordos, sus lenguas y sus manifestaciones culturales al ámbito de lo patológico.
3. Costumbres visibles cómo saludos, aplausos, formas de llamar la atención, uso de apodos basados en características físicas.
4. La comunidad sorda tiene características únicas de la narración de historias y chistes entre sordos, que se centran en la expresividad facial y corporal.

Tales factores imponen interesantes similitudes culturales entre sordos provenientes de distintas partes del mundo.

## Los estudios sobre la cultura Sorda
Los estudios de la cultura sorda son bastante recientes. Las primeras menciones acerca del tema se remontan a principios de la década de 1980 (Padden 1980, Kyle y Woll 1985). La mayoría de ellos son descripciones técnicas de las producciones estéticas de esas comunidades, así como descripciones antropológicas de su vida cotidiana. No obstante, hay algunos estudios teóricos sobre el tema. En ellos se sugieren paralelismos entre la opresión sufrida por los pueblos no europeos con la expansión colonial y la historia de las comunidades sordas, especialmente desde el siglo XIX hasta hoy (véase Lane 1993 y Ladd 2003). 
Es interesante comprobar la falta de vínculos que hay entre los teóricos que reivindican los derechos de las minorías (de orientación sexual, étnicas, de discapacitados, etc.) y los que estudian el fenómeno de la sordera. 
Las referencias sobre este tema en español son aún escasas. Las pocas disponibles se encuentran en estudios dedicados a otros temas (educación, historia, etc.), aunque se va tratando este tema en varios trabajos de muy reciente publicación (Iturmendi Morales 2005, Storch de Gracia 2005 y 2006).

## Historia y reconocimiento
La historia de la cultura sorda está marcada por procesos de discriminación y colonialismo cultural donde las decisiones sobre las personas sordas han sido tomadas mayoritariamente por oyentes, sin considerar las características e intereses de la comunidad. Un evento clave fue el Congreso de Milán de 1880, donde un grupo de oyentes determinó que la educación de las personas sordas debía centrarse exclusivamente en métodos oralistas, prohibiendo el uso de lenguas de señas en las escuelas. Este hecho tuvo consecuencias devastadoras para identidad cultural de los sordos, ya que eliminó su lengua natural de los espacios educativos y excluyó a los adultos sordos de los procesos de enseñanza. Como resultado, muchos niños sordos crecieron desconectados de su comunidad y de su identidad cultural. Sin duda, esto representó un retroceso para las personas sordas.
A pesar de esta opresión histórica, la comunidad sorda ha resistido y trabajado por el reconocimiento de su lengua y cultura. En 1960, el lingüista William C, Stokoe, demostró que las lenguas de señas son sistemas lingüísticos completos y equivalentes a las lenguas habladas, marcando un punto de inflexión en la percepción de las personas sordas como una minoría lingüística con derechos culturales y sociales.
En las últimas décadas, la lucha por el reconocimiento de la Lengua de Señas como idioma oficial y por el respeto a la identidad cultural sorda ha ganado terreno en varios países. Sin embargo, en muchos lugares sigue predominando un enfoque médico y rehabilitador, que reduce la sordera a una deficiencia, en lugar de reconocerla como una diferencia cultural.
La cultura sorda se considera hoy una identidad socio-lingüística única, comparable a la de otros pueblos minoritarios. La lucha actual se centra en la educación intercultural bilingüe, el acceso equitativo a la información y el respeto a las características visuales y lingüísticas propias de esta comunidad.